# Zandersbrug
De Zandersbrug is een vaste brug in het centrum van Haarlem. De brug is aangelegd omstreeks 1924 en overspant de Nieuwe Gracht, daar waar deze gracht uitmondt op het Spaarne vlak bij het politiebureau aan de Koudenhorn. De brug verbindt dan ook deze straat met de Hooimarkt. Al eerder lag er op deze plek een brug die de twee zijdes van de Nieuwe Gracht met elkaar verbond.

## Foto's

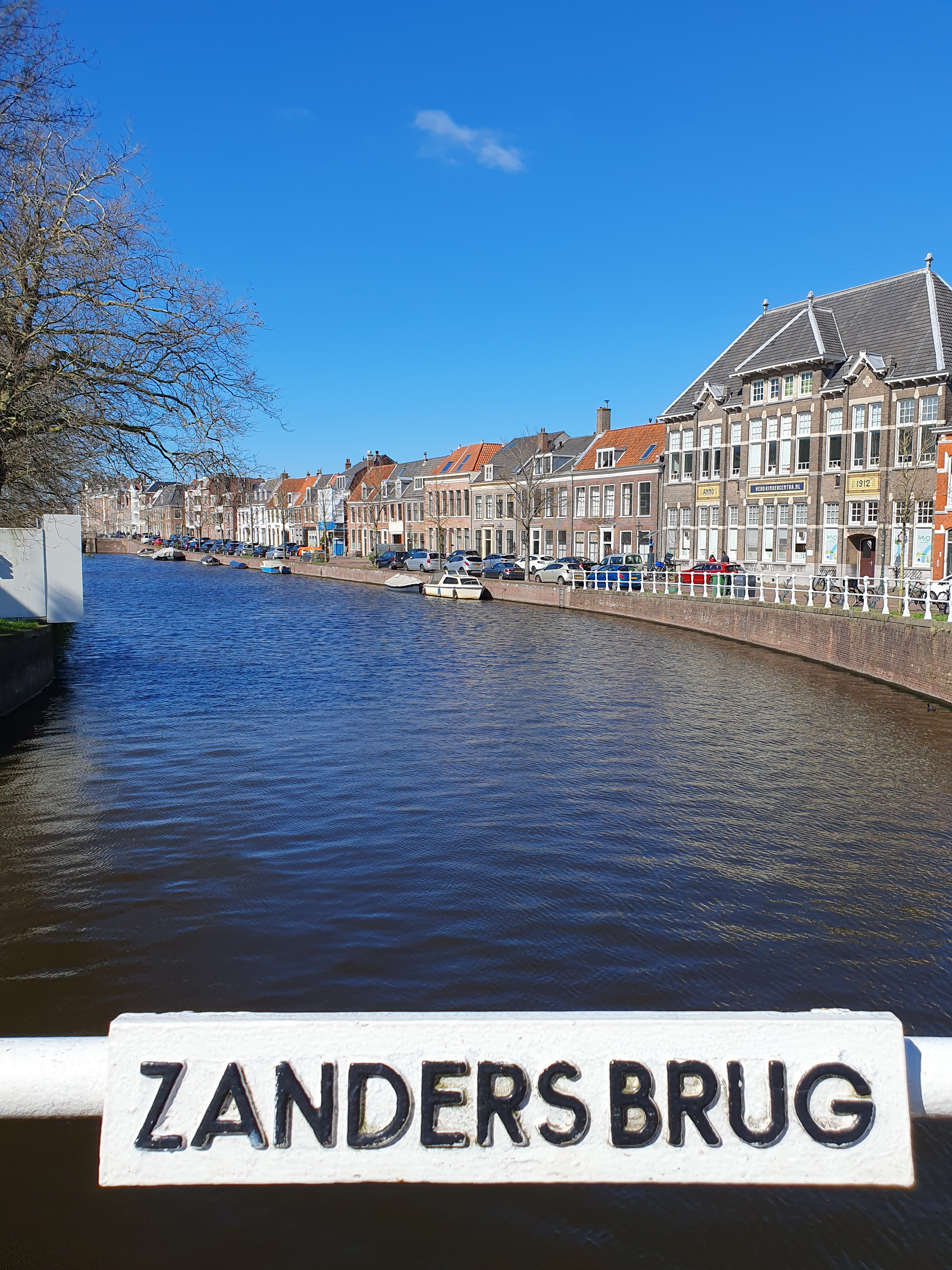
Vanaf de Zandersbrug uitzicht op de Nieuwe Gracht
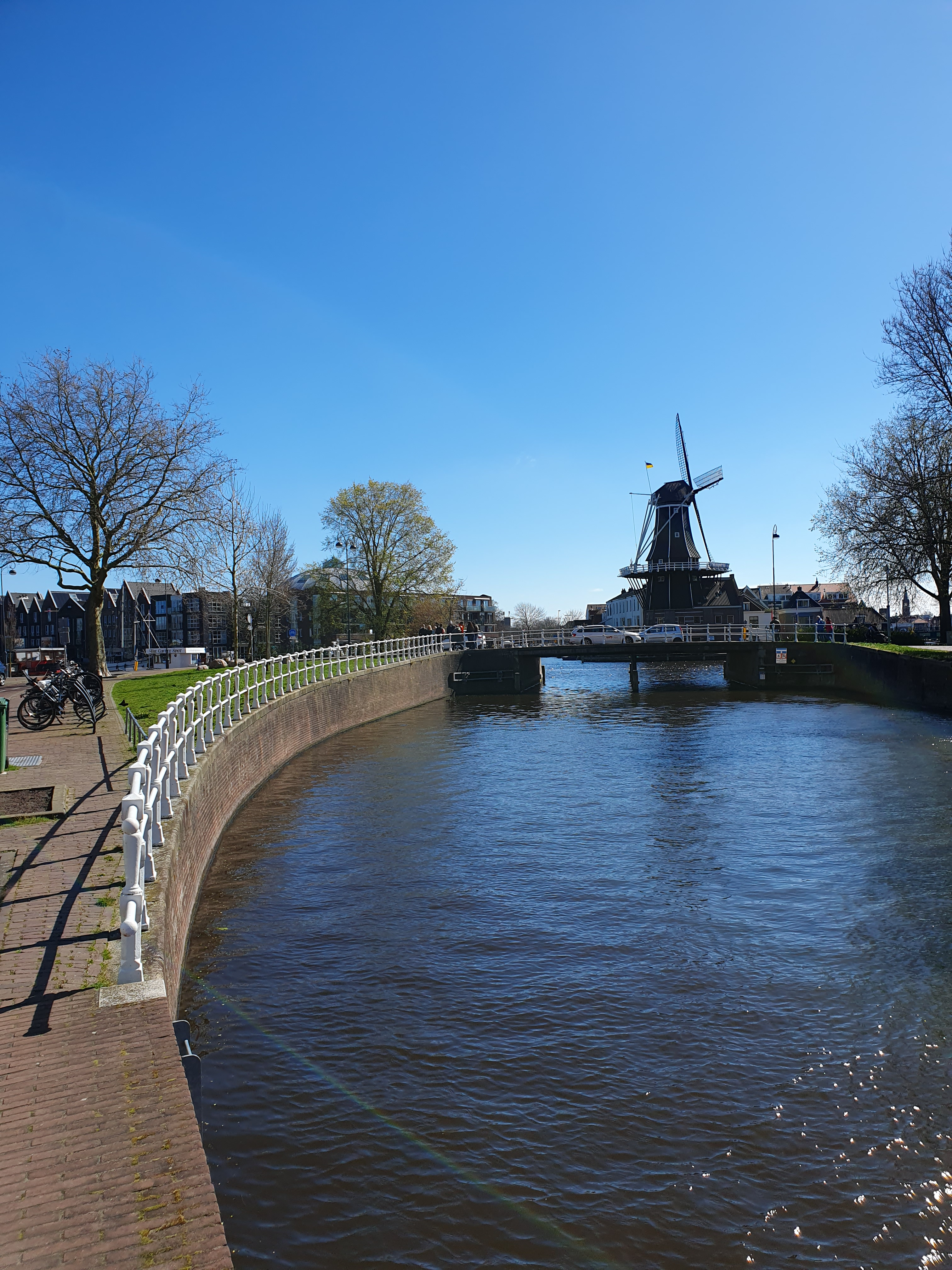
Vanaf de Nieuwe Gracht de Zandersbrug. De Nieuwe Gracht staat in verbinding met het Spaarne